# Lò phản ứng nước siêu tới hạn

Sơ đồ lò phản ứng nước siêu tới hạn.

Lò phản ứng nước siêu tới hạn (SCWR) là khái niệm của lò phản ứng thế hệ thứ IV,được thiết kế như một lò phản ứng nước nhẹ (LWR) hoạt động ở áp suất siêu tới hạn (tức là lớn hơn 22,1 megapascal [3.210 psi]). Thuật ngữ tới hạn trong bối cảnh này đề cập đến điểm tới hạn của nước và không nên nhầm lẫn với khái niệm tới hạn của lò phản ứng hạt nhân.
Nước được làm nóng trong lõi lò phản ứng trở thành chất lỏng siêu tới hạn trên nhiệt độ tới hạn 374 °C (705 °F), chuyển từ chất lỏng giống nước lỏng hơn sang chất lỏng giống hơi bão hòa hơn (có thể được sử dụng trong tua bin hơi nước) , mà không trải qua quá trình chuyển pha sôi rõ rệt.
Ngược lại, các lò phản ứng nước áp lực (PWR) được thiết kế tốt có vòng làm mát chính bằng nước lỏng ở áp suất cận tới hạn, vận chuyển nhiệt từ lõi lò phản ứng đến vòng làm mát thứ cấp, nơi hơi nước để chạy tua-bin được tạo ra trong nồi hơi. (gọi là máy tạo hơi nước). Lò phản ứng nước sôi (BWR) hoạt động ở áp suất thậm chí còn thấp hơn, với quá trình đun sôi để tạo ra hơi nước diễn ra trong lõi lò phản ứng.
Máy tạo hơi nước siêu tới hạn là một công nghệ đã được chứng minh.
Sự phát triển của hệ thống SCWR được coi là một tiến bộ đầy hứa hẹn cho các nhà máy điện hạt nhân vì hiệu suất nhiệt cao (~45% so với ~33% đối với các lò phản ứng LWR hiện tại) và thiết kế đơn giản hơn. Tính đến năm 2012, khái niệm này đã được 32 tổ chức ở 13 quốc gia nghiên cứu.

## Lịch sử
Các lò phản ứng làm mát bằng hơi nước siêu nhiệt hoạt động ở áp suất dưới tới hạn đã được thử nghiệm ở cả Liên Xô và Hoa Kỳ ngay từ những năm 1950 và 1960 như Nhà máy điện hạt nhân Beloyarsk, Pathfinder và Bonus của chương trình Operation Sunrise của GE. Đây không phải là SCWR. SCWR được phát triển từ những năm 1990 trở đi.Cả SCWR loại LWR với bình chịu áp của lò phản ứng và SCWR loại CANDU với ống áp suất đều đang được phát triển.
Cuốn sách năm 2010 bao gồm các phương pháp phân tích và thiết kế khái niệm như thiết kế lõi, hệ thống nhà máy, động lực học và điều khiển nhà máy, khởi động và ổn định nhà máy, an toàn, thiết kế lò phản ứng neutron nhanh, v.v.
Một tài liệu năm 2013 cho thấy việc hoàn thành thử nghiệm vòng lặp nhiên liệu nguyên mẫu vào năm 2015.Cuộc kiểm tra chất lượng nhiên liệu đã được hoàn thành vào năm 2014.
Một cuốn sách năm 2014 cho thấy thiết kế khái niệm lò phản ứng của lò phản ứng quang phổ nhiệt (Super LWR) và lò phản ứng nhanh (Super FR) và các kết quả thử nghiệm về tương tác thủy lực nhiệt, vật liệu và chất làm mát vật liệu.

## Thiết kế

### Chất điều tiết-làm mát
SCWR hoạt động ở áp suất siêu tới hạn. Chất làm mát đầu ra của lò phản ứng là nước siêu tới hạn. Nước nhẹ được sử dụng làm chất điều tiết neutron và chất làm mát. Trên điểm tới hạn, hơi nước và chất lỏng trở nên có cùng tỷ trọng và không thể phân biệt được, loại bỏ nhu cầu về bộ điều áp và máy tạo hơi nước (PWR), hoặc máy bơm phản lực/tuần hoàn, bộ tách hơi và máy sấy (BWR). Ngoài ra, bằng cách tránh sôi, SCWR không tạo ra các khoảng trống (bong bóng) hỗn loạn với mật độ thấp hơn và tác dụng điều tiết hơn. Trong LWR, điều này có thể ảnh hưởng đến quá trình truyền nhiệt và dòng nước, đồng thời phản hồi có thể khiến công suất lò phản ứng khó dự đoán và kiểm soát hơn. Cần phải tính toán kết hợp thủy lực trung tính và nhiệt để dự đoán sự phân bổ điện năng. Việc đơn giản hóa SCWR sẽ giảm chi phí xây dựng và cải thiện độ tin cậy và an toàn.
SCWR loại LWR sử dụng các thanh nước có khả năng cách nhiệt và SCWR loại CANDU giữ bộ điều tiết nước trong bể Calandria. Lõi lò phản ứng nhanh loại LWR SCWR sử dụng lưới thanh nhiên liệu chặt làm LWR có độ chuyển hóa cao. Phổ neutron nhanh SCWR có ưu điểm là mật độ năng lượng cao hơn, nhưng cần nhiên liệu oxit hỗn hợp plutonium và uranium sẽ có sẵn từ quá trình tái xử lý.

### Thanh điều khiển
SCWR có thể sẽ có các thanh điều khiển được lắp vào phía trên, giống như được thực hiện trong PWR.

### Vật liệu
Nhiệt độ bên trong SCWR cao hơn nhiệt độ trong LWR. Mặc dù các nhà máy nhiên liệu hóa thạch siêu tới hạn có nhiều kinh nghiệm về vật liệu nhưng nó chưa bao gồm sự kết hợp giữa môi trường nhiệt độ cao và bức xạ neutron cường độ cao. SCWR cần vật liệu lõi (đặc biệt là lớp bọc nhiên liệu) để chống lại môi trường. R&D tập trung vào:
- Tính chất hóa học của nước siêu tới hạn dưới bức xạ (ngăn ngừa nứt ăn mòn do ứng suất và duy trì khả năng chống ăn mòn dưới bức xạ neutron và nhiệt độ cao)
- Sự ổn định về kích thước và cấu trúc vi mô (ngăn ngừa sự giòn, duy trì độ bền và khả năng chống rão dưới bức xạ và nhiệt độ cao)
- Vật liệu vừa chịu được điều kiện nhiệt độ cao, vừa không hấp thụ quá nhiều nơtron ảnh hưởng đến việc tiết kiệm nhiên liệu

Trong các chu trình làm mát một lần, chẳng hạn như SCWR và các nhà máy điện đốt hóa thạch siêu tới hạn, toàn bộ chất làm mát lò phản ứng được xử lý ở nhiệt độ thấp sau khi ngưng tụ. Đó là một lợi thế trong việc quản lý hóa học nước và nứt ăn mòn ứng suất của vật liệu kết cấu. Điều này không thể thực hiện được trong LWR do chất làm mát lò phản ứng nóng được tuần hoàn. Hoạt động R&D về vật liệu và hóa học nước phải được thực hiện với các đặc điểm xuyên suốt.

## Ưu điểm
- Nước siêu tới hạn có đặc tính truyền nhiệt tuyệt vời cho phép mật độ năng lượng cao, lõi nhỏ và cấu trúc ngăn chặn nhỏ.
- Việc sử dụng chu trình Rankine siêu tới hạn với nhiệt độ thường cao hơn sẽ cải thiện hiệu suất (có thể là ~45 % so với ~33 % của PWR/BWR hiện tại).
- Hiệu suất cao hơn này sẽ giúp tiết kiệm nhiên liệu tốt hơn và tải nhiên liệu nhẹ hơn, giảm nhiệt dư (phân hủy).
- SCWR thường được thiết kế như một chu trình trực tiếp, trong đó hơi nước hoặc nước siêu tới hạn nóng từ lõi được sử dụng trực tiếp trong tuabin hơi. Điều này làm cho thiết kế đơn giản. Vì BWR đơn giản hơn PWR nên SCWR đơn giản và nhỏ gọn hơn rất nhiều so với BWR kém hiệu quả hơn có cùng công suất điện. Không có bộ tách hơi, máy sấy hơi, bơm tuần hoàn bên trong hoặc dòng tuần hoàn bên trong bình chịu áp. Thiết kế này là một chu trình trực tiếp, một lần, là loại chu trình đơn giản nhất có thể. Năng lượng nhiệt và bức xạ được lưu trữ trong lõi nhỏ hơn và mạch làm mát (sơ cấp) của nó cũng sẽ ít hơn so với BWR hoặc PWR.
- Nước là chất lỏng ở nhiệt độ phòng, giá rẻ, không độc hại và trong suốt, giúp đơn giản hóa việc kiểm tra và sửa chữa (so với các lò phản ứng làm mát bằng kim loại lỏng).
- Lò phản ứng SCWR neutron nhanh có thể là lò phản ứng tái tạo, giống như Lò phản ứng tiên tiến sạch và an toàn với môi trường được đề xuất và có thể đốt cháy các đồng vị Actinide tồn tại lâu dài.
- SCWR nước nặng có thể tạo ra nhiên liệu từ thorium (gấp 4 lần uranium). Tương tự như CANDU, nó cũng có thể sử dụng uranium tự nhiên chưa được làm giàu nếu được cung cấp đủ lượng vừa phải.
- Quá trình nhiệt có thể được cung cấp ở nhiệt độ cao hơn mức cho phép của các lò phản ứng làm mát bằng nước khác

## Nhược điểm
- Lượng nước tồn kho thấp hơn (do vòng sơ cấp nhỏ gọn) có nghĩa là khả năng tỏa nhiệt ít hơn để đệm các quá trình chuyển tiếp và tai nạn (ví dụ: mất dòng nước cấp hoặc sự cố mất chất làm mát lớn) dẫn đến tai nạn và nhiệt độ nhất thời quá cao đối với lớp phủ kim loại thông thường.

Tuy nhiên, nó không quá cao đối với tấm ốp inox. Phân tích an toàn của LWR loại SCWR cho thấy các tiêu chí an toàn được đáp ứng với giới hạn khi xảy ra tai nạn và chuyển tiếp bất thường bao gồm mất toàn bộ dòng chảy và mất chất làm mát do tai nạn.Không xảy ra hiện tượng đứt hai đầu vì do chu trình làm mát một lần. Lõi được làm mát bằng dòng chảy cảm ứng khi xảy ra sự cố mất chất làm mát. Kho chứa nước ở phần trên cùng của bình phản ứng đóng vai trò như một bộ tích lũy trong bình. Nguyên tắc an toàn của SCWR không phải là duy trì lượng chất làm mát tồn kho mà là duy trì tốc độ dòng chất làm mát lõi.Nó dễ dàng hơn để theo dõi mực nước tại các vụ tai nạn. Đã xảy ra lỗi trong tín hiệu mực nước trong vụ tai nạn ở Đảo Three Mile và những người vận hành đã tắt ECCS.
- Áp suất cao hơn kết hợp với nhiệt độ cao hơn và nhiệt độ tăng cao hơn trong lõi (so với PWR/BWR) dẫn đến ứng suất cơ và nhiệt tăng lên trên vật liệu bình chứa, điều này khó giải quyết.

Tuy nhiên, thiết kế kiểu LWR, thành trong của bình áp lực lò phản ứng được làm mát bằng chất làm mát đầu vào là PWR. Vòi làm mát đầu ra được trang bị ống dẫn nhiệt. Thiết kế ống áp suất, trong đó lõi được chia thành các ống nhỏ hơn cho mỗi kênh nhiên liệu, có ít vấn đề hơn ở đây vì ống có đường kính nhỏ hơn có thể mỏng hơn nhiều so với các bình chịu áp đơn lớn và ống có thể được cách nhiệt ở bên trong bằng cách nhiệt bằng gốm trơ nên có thể hoạt động ở nhiệt độ thấp (nước calandria).
- Cần phát triển và nghiên cứu vật liệu sâu rộng về hóa học nước siêu tới hạn dưới bức xạ.

Tuy nhiên, toàn bộ chất làm mát SCWR được làm sạch sau khi ngưng tụ. Đây là một lợi thế trong việc quản lý hóa học nước và nứt ăn mòn ứng suất của vật liệu kết cấu. Điều này không thể thực hiện được ở các LWR nơi chất làm mát nóng tuần hoàn.
- Cần có các quy trình khởi động đặc biệt để tránh sự mất ổn định trước khi nước đạt đến điều kiện siêu tới hạn.

Tuy nhiên, tính không ổn định được quản lý bởi tỷ lệ công suất và tốc độ dòng chất làm mát dưới dạng BWR. Sự thay đổi mật độ chất làm mát ở SCWR nhỏ hơn so với BWR.
- SCWR neutron nhanh cần lõi lò phản ứng tương đối phức tạp để có hệ số rỗng âm.

Tuy nhiên, lõi truyền dòng chất làm mát đơn là khả thi.
- Như với tất cả các lựa chọn thay thế cho các thiết kế phổ biến hiện nay (chủ yếu là các loại lò phản ứng nhiệt làm mát bằng nước, điều tiết bằng nước dưới tới hạn), sẽ có ít nhà cung cấp công nghệ và linh kiện hơn cũng như ít chuyên môn hơn ít nhất là vào ban đầu so với công nghệ đã được chứng minh từ nhiều thập kỷ trước hoặc những cải tiến tiến hóa của nó như lò phản thế hệ ứng thứ III+.

Tuy nhiên, LWR được phát triển vào những năm 1950 dựa trên công nghệ năng lượng đốt hóa thạch dưới tới hạn. Sự thành công của LWR dựa trên kinh nghiệm đó.Các nhà máy điện đốt hóa thạch siêu tới hạn được phát triển sau những năm 1950. Các bộ phận như van, đường ống, tua-bin, máy bơm nước cấp và bộ gia nhiệt để vận hành ở áp suất bướm ga lên tới 30 MPa (4.400 psi) và nhiệt độ lên tới 630 °C (903 K; 1.166 °F) hiện có cho các ứng dụng thương mại.SCWR là sự phát triển tự nhiên của LWR. Khả năng cạnh tranh của LWR trên thị trường điện đang bị thách thức ở Hoa Kỳ do khí tự nhiên đá phiến từ các bản tóm tắt lịch sử của Dự báo chi phí điện năng (LCOE) bình đẳng của Cơ quan Thông tin Năng lượng Hoa Kỳ (EIA) (2010-2020) trong Chi phí điện theo nguồn. LWR là thiết kế nổi bật với tỷ trọng sản xuất điện hạt nhân lớn nhất và hiện đang được cung cấp cho các công trình xây dựng mới trên thế giới. Động lực đổi mới cho thấy sự đổi mới không đến từ các công ty có thị phần lớn nhất.Việc so sánh SCWR và LWR không liên quan đến động lực đổi mới. Nếu lò phản ứng mô-đun nhỏ (SMR) có khả năng cạnh tranh thì phiên bản SMR của SCWR sẽ nâng cao lợi thế của nó.
- Miếng chêm hóa học có thể hoạt động khác biệt đáng kể vì tính chất dung dịch của nước siêu tới hạn rất khác so với tính chất của nước lỏng. Hiện nay hầu hết các lò phản ứng nước áp lực đều sử dụng axit boric để kiểm soát khả năng phản ứng sớm trong quá trình đốt cháy.

Tuy nhiên, miếng chêm hóa học không thể được sử dụng trong SCWR cũng như BWR do hệ số rỗng chất làm mát dương. SCWR sử dụng nước borat làm thiết bị tắt thứ cấp tương tự như BWR.
- Tùy thuộc vào thiết kế, việc tiếp nhiên liệu trực tuyến có thể là không thể. Trong khi CANDU có khả năng tiếp nhiên liệu trực tuyến thì các lò phản ứng điều tiết nước khác thì không.

Tuy nhiên, hệ số công suất của LWR ở Mỹ đã cao, trên 90%. SCWR loại bình chịu áp lực không yêu cầu tiếp nhiên liệu trực tuyến.